# ソル・ルカ
カリックス・ハンプトン（Calyx Hampton、1999年8月26日 - ）は、アメリカ合衆国のカリフォルニア州オンタリオ出身のプロレスラー。現在は、NXTにてソル・ルカ(Sol Ruca)のリングネームで活動。

## 来歴

### WWE
2022年3月、ハンプトンがWWEと契約したことが発表された。その後、リングネームをソル・ルカとし、2022年12月23日、ハンプトンは、ダニ・パーマーに勝利し、デビューを果たす。2023年1月6日、ルカは、パーマーとチームを組み、エレクトラ・ロペスとアマリ・ミラーと対戦するも敗北。1月17日、アルバ・ファイアと対戦し、勝利を果たす。1月24日、ファイアとルカは、チームを組み、カタナ・チャンス & ケイデン・カーターとNXT女子タッグチーム王座対戦したが、敗北。2月3日、ラッシュ・レジェンドと対戦し、勝利。2月7日、ゾーイ・スタークと対戦するも敗北。2月24日、ローラ・バイスと対戦し、勝利。2月28日、エレクトラ・ロペスと対戦し、勝利。3月14日、再び、ゾーイ・スタークと対戦するも敗北。3月28日、NXTスタンド & デリバーのNXT女子王座を獲得することができるラダーマッチに出場権が得られる、3ウェイ戦で、アイビー・ナイルとインディ・ハートウェルと対戦する。
2025年4月、スタンド&デリバーで、空位となったNXT女子北米王者を決めるラダー戦が行われた。ティア・ヘイル、ザリア、ケラニ・ジョーダンら6選手が参加したが、見事勝利し同王座を初戴冠した。
2025年5月、バトルグラウンドでルカはケラニ・ジョーダンに勝利し、NXT女子北米王座の防衛に成功した。

## 得意技

### フィニッシュ・ホールド
ソル・スナッチャー
相手に背を向けた状態でトップロープを掴み、セカンドロープを踏み台にして倒立するような体勢となり、そこからコーナー際の相手の頭部に飛びついてマットに叩きつける変形のダイヤモンド・カッター。

### 打撃技
エルボー
エルボー・スタンプ
ヨーロピ・アンアッパー
バック・エルボー
バックハンド・チョップ
チョップ・スマッシュ
張り手
フロント・ドロップキック
ドロップキック
フライング・ショルダー・アタック
延髄斬り
クローズライン
スーパーキック
ビック・ブート

### 投げ技
スナップ・スープレックス
スーパープレックス
ボディ・スラム
ジャーマンスープレックス
シットアウト・フェイスバスター
前方から両手で相手の頭を掴み、自らはジャンプして開脚で着地、その流れで相手をマットに叩きつけるシットアウト・フェイスバスター。

### 関節技
コブラツイスト
アーム・バー

### 飛び技
ミサイルドロップキック
ダイビング・クロスボディーアタック
ムーンサルト・プレス

### フォール技
スクールガール
バックスライド
スモール・パッケージホールド
ジャックナイフ・ホールド
メキシカン・ローリング・クラッチ・ホールド
立ち状態の相手に対し、肩車のように相手の肩の上に乗り、そのまま前転。相手を倒しつつ、相手の股を潜りざまに手で相手の両脚をつかんでエビに固める。入り方としては、相手の背後から跳び箱の形で肩の上に乗ることが多い。
ハリケーン・ラナ

## 入場曲
- Chasing Surf 現在使用中